# OK-Supreme
OK-Supreme war ein britischer Fahrrad- und Motorradhersteller, der von 1882 bis 1939 in Birmingham ansässig war. Grasbahn-Rennmaschinen gab es noch bis 1946 neu zu kaufen.

## Geschichte
1882 gründeten Ernest Humphries und Charles Dawes ein Unternehmen zur Herstellung von Fahrrädern in Birmingham und nannten es OK. 1899 und 1906 experimentierten sie mit motorbetriebenen Fahrrädern, aber erst 1911 entstand ein Motorrad mit Zweitaktmotor von Precision. Noch vor dem Ersten Weltkrieg stellte das Unternehmen Motorräder mit Motoren von Precision, De Dion, Minerva und Green her.
Das erste Engagement des Unternehmens in der Isle of Man TT 1912 führte zu einem neunten Platz. In den folgenden Jahren gab es ebenfalls nur bescheidene Erfolge: OK-Supreme-Motorräder erreichten drei Podiumsplätze und konnten 34 mal das Rennen beenden. Nach dem Krieg stellte OK selbst einen Zweitaktmotor mit 292 cm³ Hubraum her, aber auch Motorräder mit Motoren von Blackburne (250- und 350-cm³-Motoren seiten- und obengesteuert), Bradshaw (348-cm³-Motor ölgekühlt) und J.A.P. (246- und 496-cm³-Motoren).

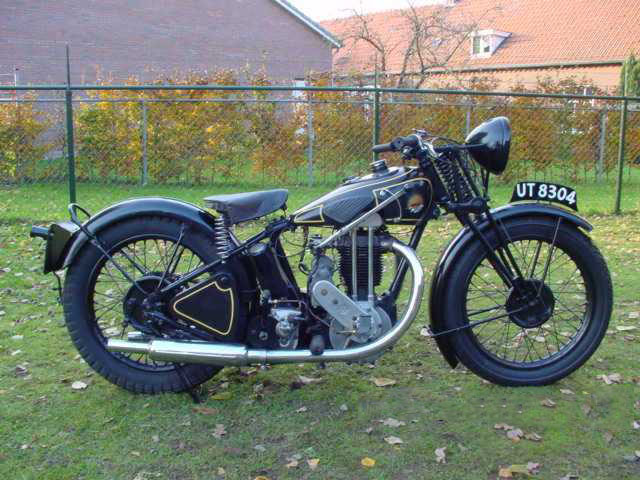
OK-Supreme 500 cm³ von 1930

Die Rennversionen mit J.A.P.-Motoren hatten in den 1920er-Jahren ihre Erfolge und so verließ sich das Unternehmen immer mehr auf J.A.P. als Motorenlieferant für alle Motorradmodelle, die keinen OK-Motor bekamen. Es gab sogar ein 348-cm³-Modell mit obenliegender Nockenwelle.
In der Tourist Trophy 1922 errangen Fahrer auf OK-Supreme-Motorrädern einen sechsten und einen siebten Platz. Die schnellste Runde fuhr Wal Handley mit einer Durchschnittsgeschwindigkeit von 81,7 km/h, konnte das Rennen aber nicht beenden. Frank Longman war der einzige TT-Sieger auf OK-Supreme. Er gewann 1928 die Lightweight-(250-cm³)-Klasse mit einem Modell mit J.A.P.-Motor.
Charles Dawes verließ 1926 das Unternehmen und gründete Dawes Cycles. 1927 wurde der Name des Unternehmens an das seiner wichtigsten Produkte angepasst und lautete nun OK-Supreme. 1928 kaufte Ernest Humphries die marode HRD Motors Ltd, behielt die Werkzeuge und die Fabrik für sein eigenes Unternehmen und verkaufte die Namensrechte und den Rest an Philip Vincent, der daraus die Vincent-HRD Company Ltd formte.
Das Lighthouse-Modell mit 250–348 cm³ Hubraum aus den 1930er-Jahren – so genannt wegen des Inspektionsfensters im Gehäuse des Ventiltriebes, das wie das Fenster in einem Leuchtturm aussah – war das letzte Modell von OK-Supreme. Obwohl die Motorradfertigung 1939 kriegsbedingt eingestellt wurde, gab es bei John Humphries, dem Sohn des Firmengründers Ernest Humphries, noch OK-Supreme-Grasbahn-Rennmaschinen mit 350-cm³-J.A.P.-Motor zu kaufen, bis dieser 1946 verstarb.